# Markward d'Anweiler
Markward d'Anweiler (en allemand : Markward von Annweiler ; en italien : Marcovaldo di Annweiler), né vers 1150 et mort en 1202, est un maréchal du Saint-Empire romain germanique, margrave d'Ancône et duc de Romagne en Italie. De 1198 à sa mort, il est régent du royaume de Sicile et gardien du jeune Frédéric II de Hohenstaufen.

## Biographie

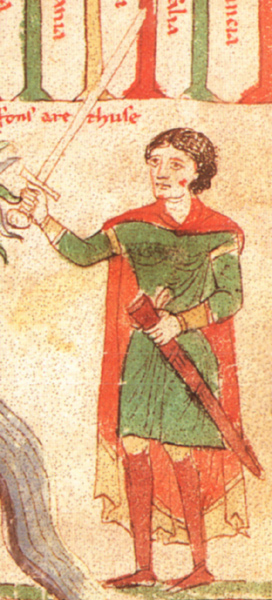
Markward d'Anweiler dans une illustration du Liber ad honorem Augusti de Pierre d'Éboli, 1196.

Bien que n'étant pas issu de la haute noblesse, mais d'une classe de chevaliers destinée à servir l'administration impériale, il devient un ministre influent sous le gouvernement de l'empereur Frédéric Barberousse. À partir de 1184, il sert en Italie le fils de ce dernier, Henri VI. Henri VI le nomme margrave d'Ancône, duc de Romagne et comte des Abruzzes, ce qui lui procure une position stratégique au centre de l'Italie.
À la mort d'Henri VI en 1197, son fils Frédéric n'a que trois ans. Cette minorité suscite des prétentions sur les terres de Sicile et d'Italie du Sud. Markward soutient d'abord Constance, la veuve d'Henri VI, avant de devenir son adversaire, mais celle-ci ne survivra qu'un an à son mari. Il débarque à Trapani en octobre 1199 et s'oppose aux évêques nommés par le pape en s'alliant avec les corsaires génois et les Arabes. Il devient régent de fait du jeune Frédéric et, avec le soutien de l'évêque Gautier de Palear, chancelier de Sicile, entre alors en conflit avec les états pontificaux qui cherchent à sa réapproprier les biens de l'église, ce qui lui vaut une excommunication prononcée successivement par Célestin III et Innocent III.

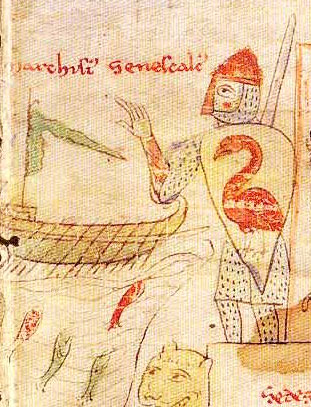
Markward d'Anweiler avec son équipement militaire dans une illustration du Liber ad honorem Augusti.

Il s'allie alors avec Philippe de Souabe, le propre frère d'Henri VI, puis en 1199 il traite avec des groupes musulmans établis en Sicile. À la suite de cette alliance, le pape proclame, au nom du jeune Frédéric II, une croisade contre lui, alléguant qu’il a conclu une alliance impie avec les Sarrasins de Sicile.
Ses activités politiques et militaires, ainsi que celles de Diépold d'Acerra, causent toutefois de graves problèmes au pape, dont le contrôle sur la Sicile s'est progressivement affaibli, qui envoie pour les combattre un noble français, Gautier de Brienne.
En 1200, Philippe de Souabe confie à Markward la seigneurie de Palerme, où réside alors l'héritier encore mineur, le futur empereur Frédéric II, et malgré l'opposition d'Innocent III, Markward devint le gardien de Frédéric II et le régent de Sicile.
Souffrant de calculs rénaux, Markward meurt des suites d'une opération rénale en septembre 1202 à Patti près de Messine. Il est alors remplacé par Guillaume de Capparone, un chevalier allemand appartenant à la cour d'Henri VI.